# Atalayero
Atalaya, atalayero o atalaero era el nombre que recibía en la Edad Media el hombre, vigía o centinela que atisbaba, registraba y avisaba de lo que descubría. Así se expresa en las Partidas.

atalayas son llamados aquellos homes que son puestos para guardar las huestes de dia, veyendo los enemigos de léjos si vinieren; de guisa que puedan apercibir á los suyos que se guarden de manera que non resciban daño: é estos han de facer paladinamente; mas otros hi ha que han de atalayar en escuso, de manera que non parezcan é por ende son llamados Escusanos. E esta es manera de guerra que tiene muy grand pró. E esso mismo dezimos de las Escuchas que son guardas para de noche. Cá lo que fazen las AtaLayas por vista esso han ellos de fazer por oyda
ley 10, Tít. 26. Part. 2

Bernardino de Mendoza también hace mención del término: 

Lo que agora llamamos centinela, amigos de vocablos extrangeros, llamaban nuestros españoles en la noche Escucha, en el dia Atalaya: nombres harto más propios para su oficio
G. de Granada, lib. 3. núm. 7

La voz arábiga talaya o taleya, que originariamente expresó asomada, lugar alto y propio para registrar una gran extensión de terreno, tuvo y conservó no solo el significado general de acecho, descubierta, observación, sino también el más concreto de centinela o vigía. Los derivados atalayo, atalayador, talaya, talayero, etc. responden al mismo significado.